# Daniel Lluch Belda
Daniel Lluch Belda (Uruapan, Michoacán,1942-enero,2014) fue un investigador connotado de las ciencias pesqueras. A lo largo de su trayectoria contribuyó en la formación de alumnos que actualmente son investigadores destacados en la ciencia pesquera; realizó un gran número de publicaciones, y participó en diversos eventos del sector.

## Biografía
Obtuvo la licenciatura en Biología en la Escuela Nacional de Ciencias Biológicas del Instituto Politécnico Nacional. Realizó estudios de postgrado en la Colegio de Pesquerías de la Universidad de Washington, en Seattle. Alcanzó un Doctorado en Ciencias con especialidad en Biología en la Escuela Nacional de Ciencias Biológicas del Instituto Politécnico Nacional.
En su desarrollo profesional trabajó para el sector público y para el sector privado. Representó a México en diversos foros internacionales como el de las negociaciones de la Zona Económica Exclusiva, la Convención Internacional sobre Cambio Climático Global y en acuerdos para certificar recursos pesqueros mexicanos en el mercado internacional. Su basta producción científica abarca aspectos de biología y oceanografía pesquera, ecología marina y variabilidad climática. 
De 1974 a 1976 se desempeñó como Coordinador Técnico Ejecutivo y Jefe del Programa Camarón del Pacífico, del INAPESCA. Posteriormente fue Director del CICIMAR y del CIBNOR. 
Trabajó en el Instituto Nacional de la Pesca y en sus últimos años colaboró en la certificación de varias pesquerías y con la CONAPESCA en un Proyecto sobre efecto del cambio climático en la pesca de camarón, asistiendo también mediante diversas asesorías en el campo del ordenamiento pesquero entre 2008 y 2012.
En los últimos años de su labor como investigador participó en el comité para la certificación de la pesquería nacional de sardina y langosta.
En enero del 2014, la CONAPESCA publicó un In Memoriam: 

Dr. Daniel Lluch Belda, Investigador que deja un legado al conocimiento de los recursos biológicos pesqueros del país.

## Reconocimientos
En 2007 fue parte de un grupo de colegas del mundo que, al formar parte del Panel Intergubernamental de Cambio Climático (IPCC) de las Naciones Unidas, recibieron unpremio Nobel de la Paz.
En 2014 se otorgó un reconocimiento póstumo en su nombre por su destacado desempeño y aportación al sector pesquero de México a su esposa, la señora Olga Freda Cota Gándara, quien estuvo acompañada por sus hijos y otros familiares.